# Copa da Escócia de 1898–99
A Copa da Escócia de 1898-99 foi a 26º edição do torneio mais antigo do futebol da Escócia. O campeão foi o Celtic F.C., que conquistou seu 2º título na história da competição ao vencer a final contra o Rangers F.C., pelo placar de 2 a 0.

## Premiação
| Copa da Escócia de 1898-99      |
| Escócia                         |
| ------------------------------- |
| Celtic F.C. Campeão (2º título) |